# Ernest Forrester Paton
Ernest Forrester Paton (1891–1970), también conocido por el nombre tamil Chinnannan, fue un misionero médico de la Iglesia Libre Unida de Escocia en Pune, parte de la entonces presidencia de Bombay. Fue cofundador de Christukula Ashram, el primer Ashram cristiano protestante en la India, junto con S. Jesudasan, un compañero misionero y tamil convertido al cristianismo, en Tirupattur of North Arcot, Tamil Nadu parte de la entonces Presidencia de Madrás en el sur de la India.

## Primeros años
Ernest Forrester Paton nació hijo de Alexander Forrester Paton (1852-1915) y su esposa Jean Paton. Eran una familia religiosamente devota en Alloa, Escocia; Catherine Forrester Paton, su tía, fundó un colegio de formación misionera para mujeres en Glasgow. Después de la escuela primaria en Alloa, continuó su educación en The Leys School, Cambridge, y en King's College, Cambridge. Mientras estaba en King's College, se involucró activamente en el movimiento de estudiantes cristianos y decidió convertirse en misionero.

## Obra misionera
En 1915, Ernest, mientras estudiaba el último año de medicina en Londres, parece haber conocido a Jesudasan, que entonces trabajaba en el London Medical Mission Hospital; también se cree que fue Jesudasan quien convenció a Ernest de ir a la India para el trabajo misionero. Ernest Forrester y S. Jesudasan fueron enviados como misioneros por la Iglesia Unida Libre (UFC) a Pune de la Presidencia de Bombay, actualmente en Maharashtra.
En Pune, a Ernest y Jesudasan parece que no les gustaban los deberes misioneros, especialmente la actitud de la misión hacia el liderazgo de los indios; en consecuencia, ambos abandonaron la UFC y regresaron al Reino Unido antes de regresar a la India como misioneros en el sur de la India en 1920.
Ernest trabajó durante cincuenta años como misionero en el sur de la India. Durante ese período, cambió su atuendo a un aspecto indio al adoptar una forma de vida india. Toda su vida, vivió una vida sencilla y contribuyó con sus ganancias a la construcción de hospitales, escuelas y al ashram. A través de su asociación con el Vellore Christian Medical College recién fundado, tanto él como Jesudasan fueron a trabajar entre las aldeas y establecieron Christu-Kula Ashram. También construyeron una capilla en Tirupattur entre 1928 y 1932.
Se unió a la campaña de desobediencia civil de Gandhi en 1930 y se convirtió en una figura controvertida a los ojos del Raj británico. El 29 de febrero de 1932, durante la campaña de Desobediencia Civil, fue arrestado acusado de hacer piquetes (bajo la Ordenanza V de 1932) y, de hecho, golpeado por la policía durante una manifestación en Madrás. Este caso policial atrajo una mayor atención en India y Gran Bretaña, incluida la formulación de preguntas en el entonces Parlamento británico. El 18 de marzo de febrero de 1934, Gandhi llegó a Tiruppatur y visitó a S. Jesudan y Ernest Forrester.
Murió a la edad de setenta y nueve años el 2 de mayo de 1970 en Kotagiri, donde se había alojado debido al clima cálido en Tirupaatur durante ese tiempo.

### Áshram de Christukula
Con el creciente movimiento nacional por la independencia de la India, los teólogos occidentales liberales, los líderes cristianos indios asociados con el Congreso Nacional Indio en las provincias de la Compañía de las Indias Orientales como Bengala y la Presidencia de Madrás, y en particular, los misioneros escoceses del Madras Christian College alentaron a los cristianos indios conversos a repensar el cristianismo desde una perspectiva india y limpiarla con literatura cristiana india. También incluía llevar la ropa de los sanniasin indios adoptada por Roberto de Nobili, y expresaron su angustia por el énfasis misionero en instituciones como "Iglesia". El grupo Re-thinking del Madras Christian College reiteró que el cristianismo debe comprender el genio espiritual de la India y adoptar métodos locales de trabajo y formas de culto; en consecuencia, la espiritualidad a través de la tradición Bhakti (rendición amorosa a Dios) tomó su forma, y la inculturación de la fe cristiana a través de la noción de avatar se convirtió en el orden del día. Sin embargo, los intentos del grupo Re-thinking atrajeron solo a una sección particular de la comunidad cristiana: organizaciones misioneras no denominacionales iniciadas por conversos tanto en Bengala como en Madrás. La presidencia no pudo competir con iglesias occidentales bien establecidas con recursos locales adecuados adjuntos. . Durante este tiempo, líderes nacionalistas como Gandhi y Rajaji hicieron un llamado abierto a los cristianos indios para reformar las iglesias institucionales por supuestamente tener "impurezas". —líderes nacionales, especialmente el Congreso Nacional Indio o líderes cristianos prominentes asociados con el Congreso Nacional Indio, incluidos los teólogos protestantes liberales criticaron la institución de la iglesia por tener jerarquía, rituales y dogmas fijos – denunciaron públicamente que la Iglesia estaba más interesada en la administración que en la vida cristiana – También se cree sin exagerar que el nexo entre los promotores de los Movimientos Ashram cristianos indios y el partido del Congreso Nacional Indio facilitó la adopción de una Constitución laica de la India, redactada de manera similar a la proclamada por la Reina Victoria.
Durante este período, se realizaron ciertas iniciativas para localizar el cristianismo utilizando otro modelo de fusión llamado estrategia Áshram. Aunque un ashram , una pequeña comunidad de personas fieles que viven la vida de la sencillez y como discípulos del gurú para los cristianos, existía desde mucho antes, la idea de establecer el ashram como una institución contraria a la iglesia occidental se hizo realidad después de que Gandhi hizo un discurso sobre el concepto de ashram en una conferencia en Madras Christian College en 1915. Gandhi también apoyó el Christian Ashram en Sattal, Uttarakhand fundado en 1930 por E. Stanley Jones, metodista misionero cristiano en la India; y amigo de Gandhi que escribió una biografía sobre Gandhi, Ethel Mary Turner y Younus Singh Sinha. La estrategia del ashram se ha extendido rápidamente por toda la India, ya que Gandhi era un destacado líder nacional indio, especialmente con un apoyo estatal más amplio y la simpatía del público después del asesinato de Gandhi. la iglesia realiza la misma administración y recibe subvenciones o tierras del estado.
Con consultas de líderes indios entonces prominentes como Gandhi y Rajaji, Ernest y Jesudasan establecieron Christukula Ashram (también Christu-Kula Ashram), familia de Jesús Áshram, en 1921 en Tirupattur en North Arcot, Tamil Nadu, sur de la India. Este ashram se considera el primer ashram protestante que se fundó en la India para promover la igualdad entre europeos e indios , y también para presentar la vida cristiana y el culto a los indios; este ashram tenía como objetivo principal alinear a la comunidad cristiana con la supuesta antigua idea hindú de la áshram. Gandhi fue invitado a este ashram y parece haber apreciado su notable respaldo a otro ethos religioso.
El Christukula Ashram introdujo nuevas estrategias como repensar todo a la luz de la teología a través del misticismo para adaptarlo al contexto indio. Como una búsqueda para lograr la comunión, el misticismo se identificó con "la conciencia de la realidad última, la divinidad, la verdad espiritual o Dios a través de la experiencia directa, la intuición o la percepción". En el mismo contexto, los teólogos cristianos indios creían que el misticismo de Bhakti era un puente de entendimiento entre el hinduismo y el cristianismo, ya que sentían que el misticismo de Bhakti era lo más cercano a la experiencia mística cristiana.

## Trabajos
- Ashram Past and Present.
- Devotional Addresses.
- The Christukula Ashram: Family of Christ Ashram at Tirupattur, 1940.[2][12][13]